# الوشاح الأحمر (فلم)
الوشاح الأحمر هو فيلم مغربي من إخراج محمد اليونسي سنة 2015، وبطولة كل من كريم السعيدي، محمد بسطاوي، نورة القرشي، يسرى طارق، حسنة الطمطاوي، جمال الدين دخيسي، فريد الركراكي، محمد الشوبي، سعيد آيت باجا، وآخرين.
يُسلِّط الفيلم الضوء على عذابات إنسانية رهيبة نجمت عن مأساة طرد المغاربة المقيمين بالجزائر بعد حرب الرمال، حيث يستعيد مرحلة أليمة تشكل عنوانا لجروح غائرة في ذاكرة ضحايا وعائلات فرقتها الحدود المغلقة بين البلدين الجارين.
صُوّرت مشاهد الفيلم بالمناطق الشرقية للمغرب المثاخمة للحدود مع الجزائر، في كل من وجدة وجرادة وتازة.

## القصة
يناقش الفيلم في قالب درامي اجتماعي قضية ترحيل المغاربة من الجزائر حيث ان الزوج الذي ينتظر مولودا جديدا، وهو عائد من السوق، بعد أن اقتنى بعض الحاجيات بطلب من الممرضة التي تشرف على توليد زوجته في المستشفى، وبينما هو في الطريق للمصحة، فرحا بالحاجيات التي اقتناها للمولود الجديد، يوقفه أحد العساكر في مفترق الطرق، يستفسره عن هويته، فيكتشف أنه مغربي الجنسية، فيلقى عليه القبض ويضعه في شاحنة عسكرية ثم يتم طرده من التراب الجزائرعن طريق الحدود البرية، ومن هنا تبدأ معاناة الزوجين، حيث كانا يجمعهما الحب والمودة وفرقت بينهما السياسية.

## روابط خارجية
- الوشاح الأحمر  في قاعدة بيانات الأفلام على الإنترنت (بالإنجليزية)
- الصوت الخفي في موقع yallacine